# Rukávník

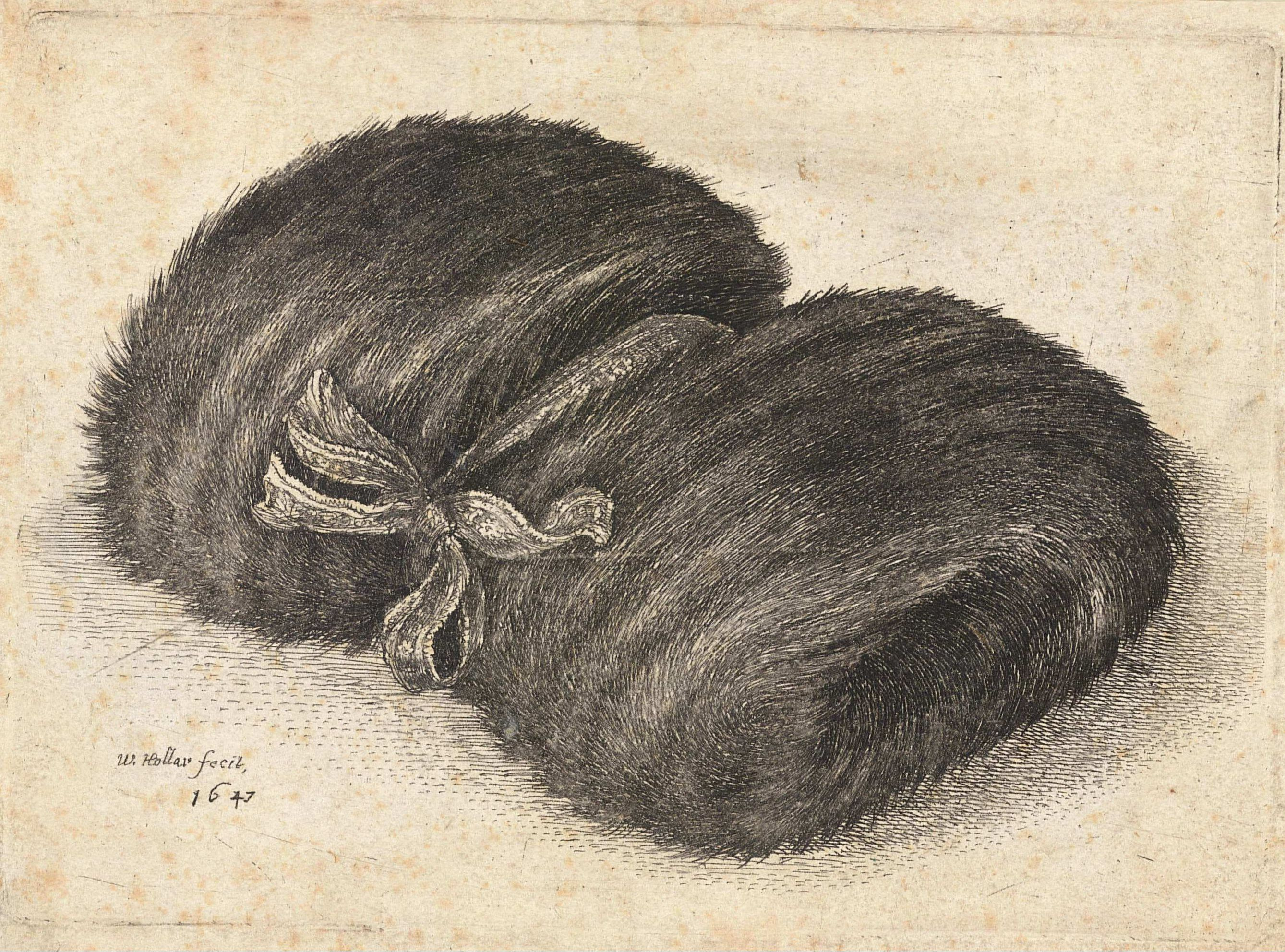
Rukávník se stuhou, Václav Hollar (1647)

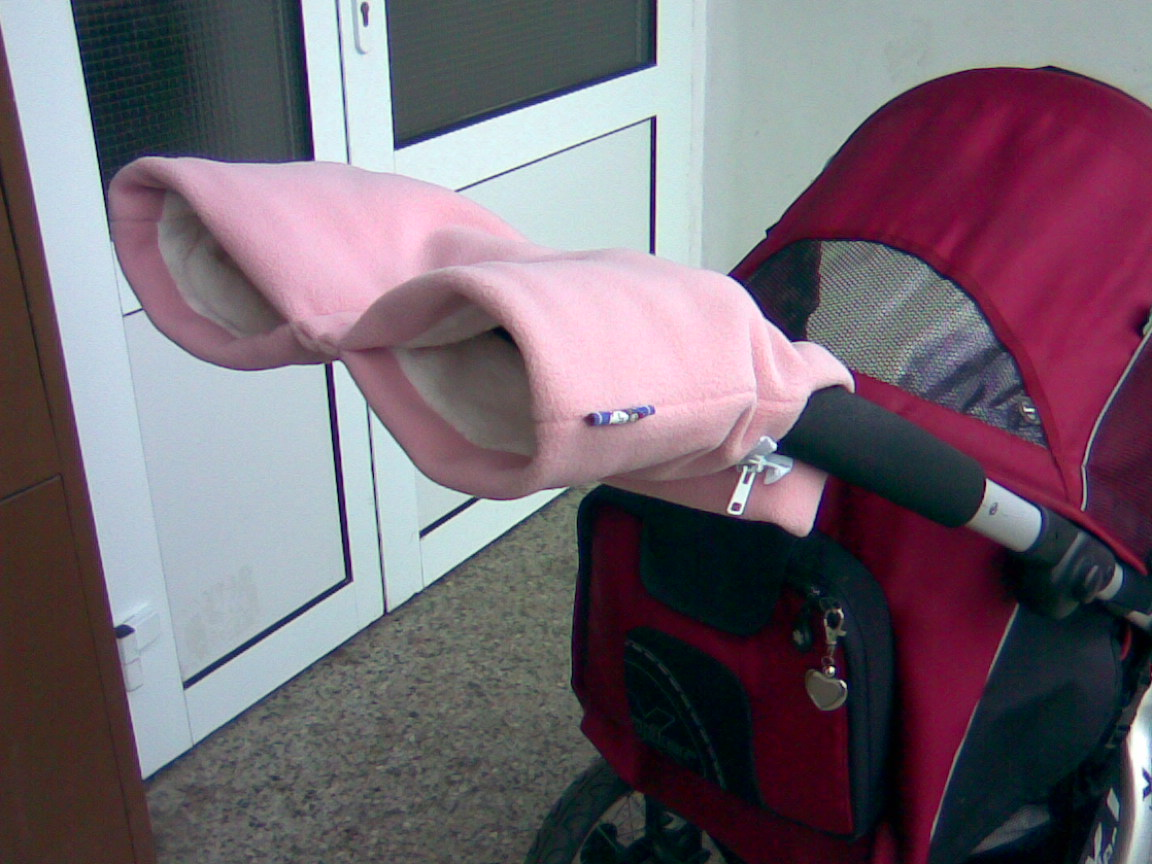
Zvláštní druh rukávníku, který se používá na kočárek

Rukávník (štuc, štucl, štucel) je část oblečení sloužící k ochraně rukou před mrazem. Jedná se o kus kožešiny nebo látky sešitý do válcovitého tvaru s otvory pro ruce po obou stranách. Rukávník se také v 16. století objevuje jako pojmenování malého psíka nošeného v rukávu.
Rukávník se používal od 16. století, populární se stal ve století 17. a 18. a to mezi ženami i muži. Ženy nosily rukávníky ještě v první polovině 20. století. Provedení a zdobení se v průběhu doby měnilo.
Dnes se rukávník používá také jako doplněk na dětské kočárky. Tento rukávník má tvar obdélníku přehnutého kolem rukojeti, na bocích je sepnutý. Ruce se do něj vkládají zepředu. Při použití rukávníku na moderních kočárcích je důležité, aby byl dostatečně velký a bylo možné manipulovat s ruční brzdou na kočárku. První patent rukávníku na kočárek byl zaregistrován v Anglii roku 1920, potom 1936 v USA, 2005 v Německu a jako užitný vzor v roce 2005 v Česku.[zdroj?]

## Fotogalerie

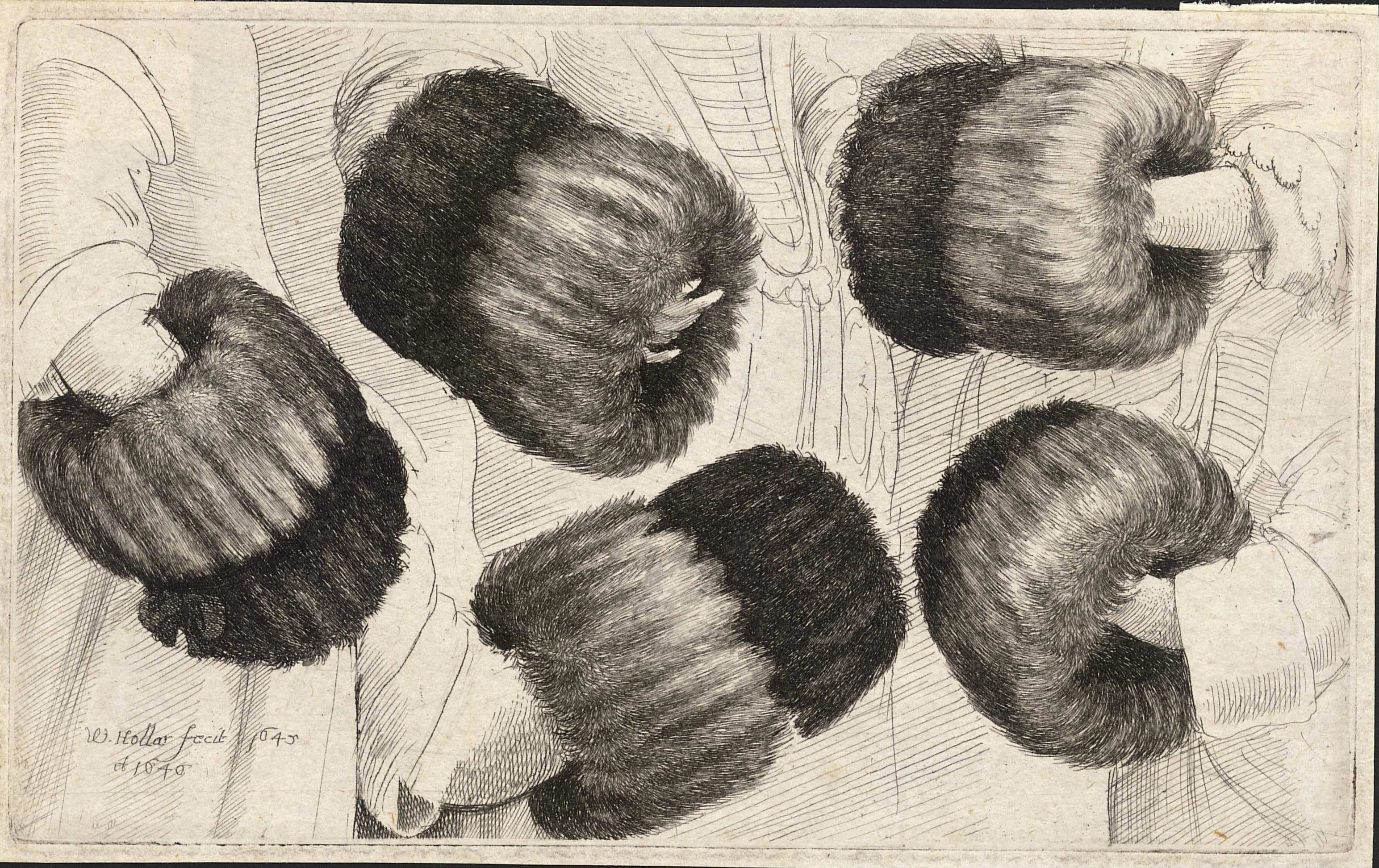
Rukávnik v pěti pohledech na rytině Václava Hollara (1646)
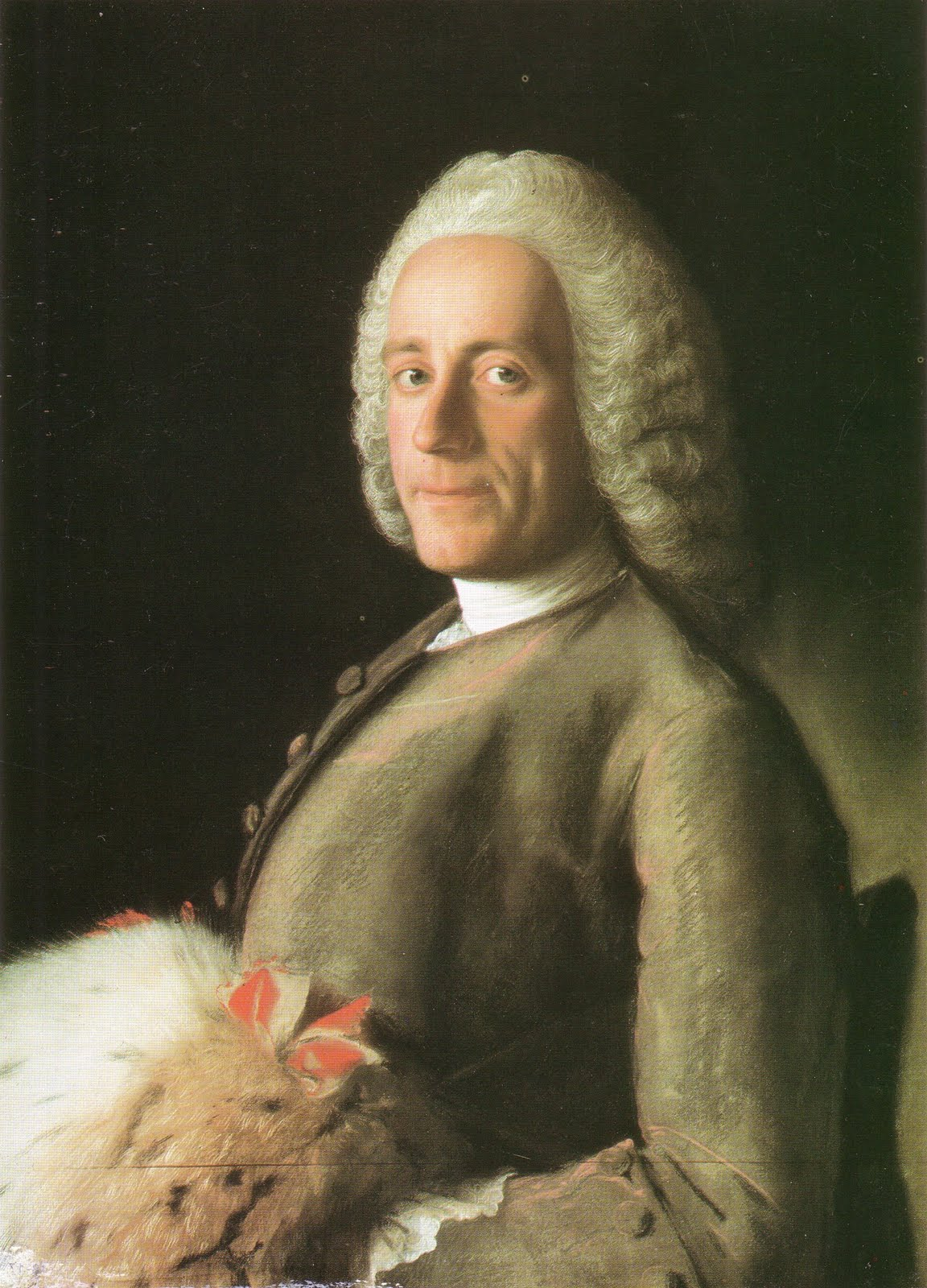
Portrét muže s rukávníkem od Jeana-Étienna Liotarda (okolo 1758)
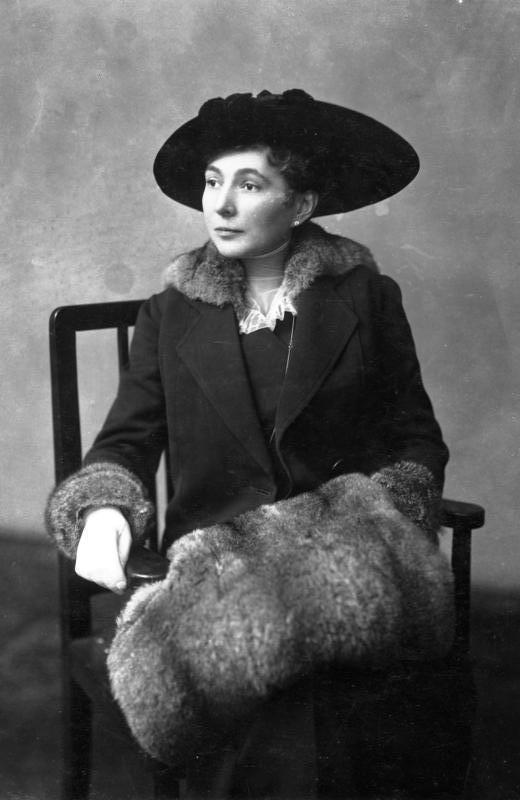
Margarethe Ludendorffová s rukávníkem na fotografii (1915)